# Kapelica sv. Ivana Krstitelja u Kašinskoj Sopnici
Kapelica sv. Ivana Krstitelja katolička je kapela koja se nalazi u zagrebačkoj četvrti Sesvete u naselju Kašinska Sopnica. Izgrađena je 1966. godine.

## Povijest
Godine 1966. sazidane su sadašnja kapelica i betonska deka. Iste je godine napravljena i ograda te okvir za oltar. Daljnji radovi i rekonstrukcija datiraju iz 1992. godine kada se veliki broj mještana uključio u provedbu rekonstrukcije cijele kapelice, uređenje fasade i krova. Inžinjer Ivan Baričević-Vnuk dizajnirao je mramorni oltarnik i ploču. Kapela je ponovno nadograđena 2000. godine kada je napravljeno zvono te prilazna staza od betonskih pločica.
Najistaknutiji dio kapelice je reljef, djelo Branka Kelčeca-Kelja, koji prikazuje svetog Ivana Krstitelja kako na rijeci Jordanu krsti Isusa.

## Galerija
- Pogled na kapelu
- Unutrašnjost kapele
- Reljef